# Heterarmia nigriflexa
Heterarmia nigriflexa är en fjärilsart som beskrevs av Louis Beethoven Prout 1914. Heterarmia nigriflexa ingår i släktet Heterarmia och familjen mätare. Inga underarter finns listade i Catalogue of Life.